# Юлія Ікс
«Юлія Ікс» (англ. Julia X 3D) — американський фільм жахів 2011 року. Режисер П.Дж. Петтьетте.

## Зміст
Невловимий серійний маніяк орудує в місті, знайомиться зі своїми майбутніми жертвами через інтернет. Після зустрічається, викрадає, катує, таврує їх за алфавітом, вбиває і позбавляється від тіл різним способом, при цьому постійно слухає в плеєрі улюбленого виконавця. І ось вона — чергова жертва, все як завжди: знайомство, викрадення, невеликі тортури, клеймо, але. Але новенька дівчинка виявилася не такою вже простачкою і примудряється втекти від нього, перед тим ще й побити і дати відсіч. Так хто ж вона жертва чи…?

## Ролі
| Актор            | Роль        |
| ---------------- | ----------- |
| Кевін Сорбо      | Stranger    |
| Вінг Реймс       | Man         |
| Валері Езлінн    | Julia       |
| Алісія Лі Уілліс | Jessica     |
| Джоель Мур       | Sam         |
| Саксон Шарбіно   | Young Julia |
| Грегг Браззел    | Father      |

## Знімальна група
- Режисер — П. Дж. Петтьетте
- Сценарист — Метт Каннінгем, П. Дж. Петтьетте
- Продюсер — Грег Холл, П. Дж. Петтьетте, Еріх Бідерманн